# Świergudy
Świergudy (deutsch Schwirrgauden) war ein Ort in der polnischen Woiwodschaft Ermland-Masuren. Seine Ortsstelle gehört zum Gebiet der Gmina Płoskinia (Landgemeinde Plaßwich) im Powiat Braniewski (Kreis Braunsberg).

## Geographische Lage
Die Ortsstelle von Świergudy liegt am Mühlbach (polnisch Młynówka) im Nordwesten der Woiwodschaft Ermland-Masuren, 14 Kilometer südöstlich der Kreisstadt Braniewo (Braunsberg).

## Geschichte
Der bis vor 1820 Schwirgauden genannte – und erst danach „Schwirrgauden“ geschrieben – Gutsort bestand aus einem mittleren Hof. Im Jahre 1874 wurde der Gutsbezirk Schwirrgauden in den neu errichteten Amtsbezirk Plaßwich (polnisch Płoskinia) im ostpreußischen Kreis Braunsberg, Regierungsbezirk Königsberg, aufgenommen. 22 Einwohner zählte Schwirrgauden im Jahre 1910.
Am 1. April 1927 umfasste das Gutsdorf Schwirrgauden eine Flächengröße von etwa 73 Hektar. Eineinhalb Jahre später verlor der Gutsbezirk seine Eigenständigkeit und wurde nach Plaßwich eingemeindet.
Als das gesamte südliche Ostpreußen 1945 in Kriegsfolge an Polen abgetreten wurde, erhielt Schwirrgauden die polnische Namensform „Świergudy“. Bereits in den ersten Nachkriegsjahren verlor sich seine Spur, der Ort wurde nicht mehr regulär erwähnt und gilt heute als untergegangen – vielleicht im heutigen Płoskinia aufgegangen. Die Ortsstelle liegt im Bereich der Gmina Płoskinia im Powiat Braniewski, von 1975 bis 1998 der Woiwodschaft Elbląg, seither der Woiwodschaft Ermland-Masuren zugehörig.

## Religion
Bis 1945 war Schwirrgauden in die römisch-katholische St. Katharinenkirche in Plaßwich im damaligen Bistum Ermland eingepfarrt, außerdem gehörte der Ort zur evangelischen Kirche in Braunsberg in der Kirchenprovinz Ostpreußen der Kirche der Altpreußischen Union.

## Verkehr
Die nicht mehr erkennbare Ortsstelle von Schwirrgauden resp. Świergudy ist über Landwege von Płoskinia aus in nördlicher Richtung zu erreichen.